# 서벨라루스
서벨라루스(벨라루스어: Заходняя Беларусь 자호드냐야 벨라루스) 또는 서벨로루시(폴란드어: Zachodnia Białoruś 자호드니아 비아워루시[*], 러시아어: Западная Белоруссия 자파드나야 벨로루시야[*])는 전간기에 폴란드 제2공화국에 속한 벨라루스의 역사적 지역으로, 1939년 폴란드 침공 이전에는 폴란드의 크레시 북부로 불렸다. 유럽의 제2차 세계 대전 종전과 맞물려 서벨라루스 지역 대부분은 소련에 할양되었으며, 비아위스토크 지역은 폴란드 인민공화국이 가져갔다. 1991년 소련의 붕괴까지 서벨라루스 지역은 벨로루시 소비에트 사회주의 공화국의 서부 지방을 이뤘으며, 현재에도 벨라루스의 서쪽 지방을 이루고 있다.
소련의 폴란드 침공 이후 생겨난 벨로루시 SSR의 새 새 서부 지역은 바라나비치, 벨라스토크, 브레스트, 빌레이스카, 핀스크 지역이었으며, 바그라티온 작전 이후 서쪽 지역의 구역을 재정비하여, 현재의 흐로드나와 브레스트 및 민스크와 비쳅스크의 일부에 해당한다. 빌뉴스는 소련이 리투아니아에게 반환하였으며, 리투아니아는 이후 리투아니아 소비에트 사회주의 공화국이 되었다.

## 배경

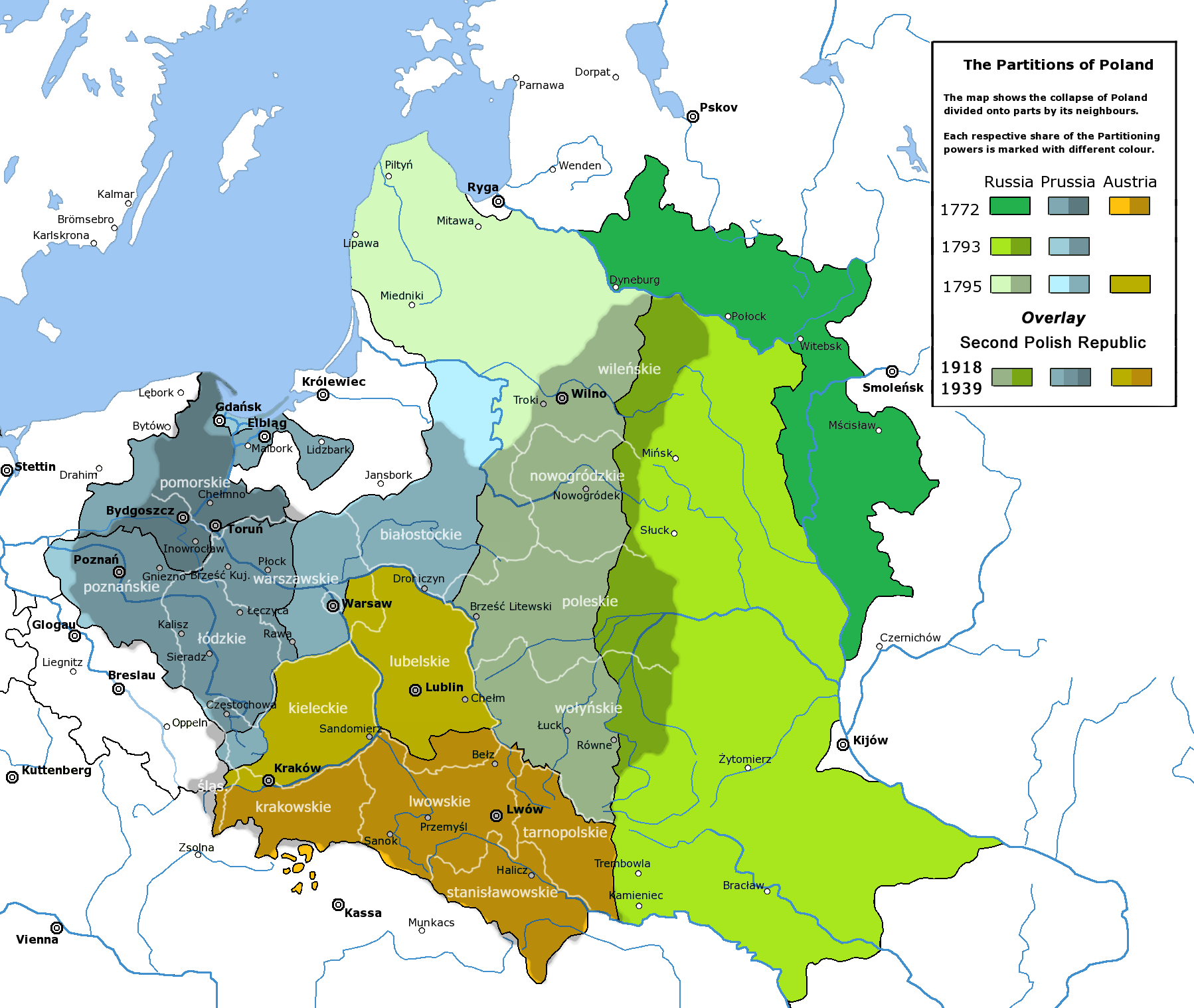
1772년, 1793년, 1795년 폴란드 분할 이전 폴란드-리투아니아의 국경을 폴란드 제2공화국(1918년~1939년)의 국경과 겹쳐 놓은 지도. 분할 당시 러시아 제국에 속했던 영토 대부분은 제1차 세계 대전 이후 소련 영토로 남았다.

당대의 벨라루스, 폴란드, 우크라이나, 발트 3국 지역은 제1차 세계 대전 당시 동부 전선이 형성된 곳이며, 10월 혁명을 통해 소비에트 러시아가 러시아 임시 정부를 전복시켰다. 소비에트 러시아는 1918년 3월 3일 브레스트-리토프스크 조약을 통해 동맹국과 휴전하며 벨라루스를 이후 8년 반 동안 독일에 넘겼다. 독일 지휘부는 춘계 공세를 위해 군대를 다수 서부 전선으로 이동시켰으며, 이로 인해 동부 지역에 권력 공백이 발생하였다. 동부 지역의 비러시아계 민족들은 이를 독일의 방어 아래 독립 국가를 설립할 수 있는 기회로 보았다. 브레스트-리토프스크 조약 체결 3주 후 벨라루스 인민공화국이 설립되었지만, 독일과 소비에트 러시아는 이를 인정하지 않았다. 미국의 대통령 우드로 윌슨 또한 유럽 러시아의 영토를 보전하기 위해 벨라루스의 독립을 거부했다.
이후 3년 반 동안은 벨라루스 지역의 운명이 확실히 결정되지 않았다. 1919년 소련-폴란드 전쟁이 발발하여 1921년 리가 조약이 맺어지며 종전되었지만, 폴란드와 발트 3국은 소련과 마주한 신생 독립국으로 자리잡았지만 현재 벨라루스의 영토는 미카셰비치를 국경 도시로 하여 서벨라루스와 소련 지배 하의 동벨라루스로 나누어졌다. 리가 조약은 소련 측에 속한 벨라루스 대표단이 참여하여 체결되었으며, 폴란드는 소련령 벨라루스의, 소련은 폴란드령 벨라루스의 영유권 주장을 철회한다는 내용이 담겨 있다.

### 벨라루스 인민공화국 망명 정부

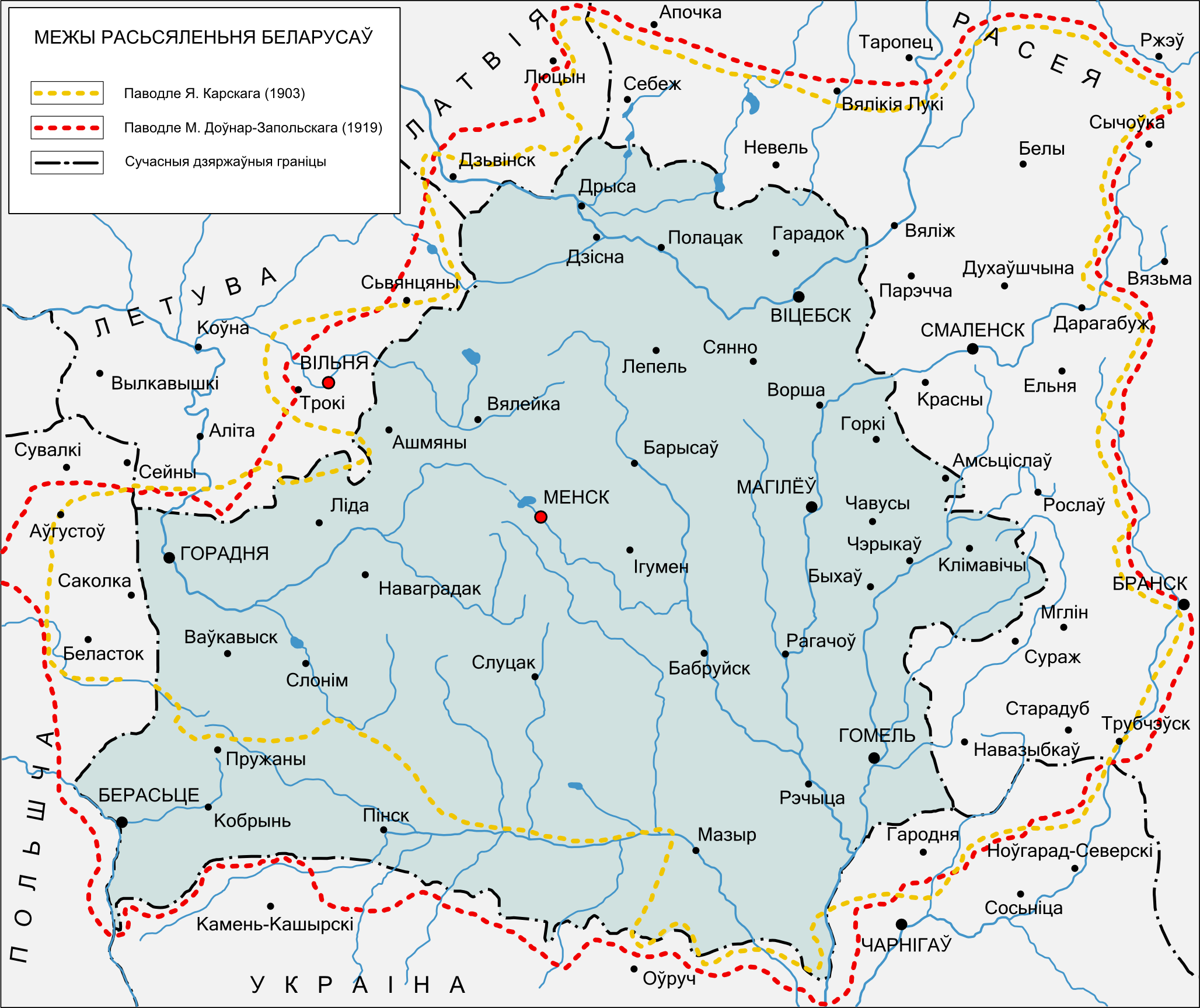
벨라루스 민족학자 야우힘 카르스키(1903년, 노랑)와 미트라판 도우나르자폴스키(1919년, 빨강)가 연구한 벨라루스인의 거주 지역과, 1991년 이후 벨라루스 공화국의 영토(녹색)를 겹쳐 놓은 그림.

1918년 3월 평화 조약이 체결된 직후 설립된 벨라루스 인민공화국 라다는 제3헌장을 바탕으로 벨라루스인이 다수인 지역의 영유권을 주장했으며, 브레스트-리토프스크 조약은 외국 정부가 자신들의 소유가 아닌 영토에 대해 맺은 조약이므로 무효라고 선언하였다.
1919년 2월 리투아니아-벨로루시 소비에트 사회주의 공화국이, 그리고 이후 분리된 벨로루시 소비에트 사회주의 공화국이 설립되었습니다. 이로 인해, 제1차 세계 대전에서 생겨난, '원하지 않은 국가'는 이 지역을 장악하려는 독일, 러시아, 폴란드의 시도에 존망이 걸리게 되었습니다. — 타니아 라파스

제2헌장에서는 공산당 선언과 같은 맥락으로 토지의 사유 재산권을 폐지하였다. 한편 1919년 볼셰비키는 벨라루스 지역 대부분을 장악하여, 벨라루스 인민공화국이 독일로 망명하게끔 만들었다. 볼셰비키는 폴란드와의 전쟁 도중 벨라루스 인민공화국이 주장한 국경과 비슷하게 벨로루시 소비에트 사회주의 공화국을 창설하였다.
국제 연맹은 소련과 폴란드 간의 새 국경을 비준하였다. 전간기 동안 평화 조약은 유지되었으며, 1939년 9월 17일 소련의 폴란드 침공 이전까지 국경 또한 그대로 남았다. 이오시프 스탈린의 주장으로, 얄타 회담과 포츠담 회담에서 새 국경을 정했다.

## 폴란드 제2공화국
역사학자 페르 안데르스 루들링은 "(폴란드와의) 국경을 봉쇄하려는 소련의 시도에도 불구하고, 벨로루시 SSR로부터 폴란드로 넘어간 난민은 몇 만에 달했다"고 적었다. 1921년 폴란드 인구 조사에 따르면 당시 폴란드 내 벨라루스인은 100만 명 가량이었으며, 일부에서는 170만 명, 높게는 200만 명에 달했을 것으로 추정하고 있다. 리가 조약 이후 폴란드인 수천 명 가량이 서벨라루스 지역에 정착하였으며, 폴란드 독립 전쟁에 참여한 유공자들이 국가로부터 토지를 지급받은 것이 다수였다.
유제프 피우수트스키는 빌뉴스에서 이뤄진 벨라루스 대표와의 협상에서, 서벨라루스의 독립을 거부하였다. 1919년 12월 벨라루스 인민공화국 라다가 해체되었으며, 1920년 1월 독립을 제외하고 문화적, 사회적, 교육적인 기능만 가진 새 단체인 라다 나이비슈샤(폴란드어: Rada Najwyższa)가 설립되었다. 유제프 피우수트스키는 서벨라루스 대표단과 협상을 벌였지만, 최종적으로는 자치 정부의 연방으로 구성하는 미엔지모제 계획을 폐기하였다.
1922년 폴란드 총선에서 소수민족 연합의 벨라루스당은 의회에서 하원 11석, 상원 3석을 획득했다. 1923년 봄 폴란드의 총리 브와디스와프 시코르스키는 벨라루스계 폴란드인의 상황에 대한 분석을 지시했으며, 같은 해 여름 법정과 학교에서 벨라루스어가 공식적으로 사용될 수 있게끔 하는 법안이 통과되었다. 1927년에는 벨라루스인 거주 지역의 김나지움에서 벨라루스어 교육이 의무화되었다.

### 폴란드화
서벨라루스의 벨라루스인은 폴란드 중앙 정부로부터 폴란드화 압력을 받았다. 벨라루스 학교에 대한 압력 행사, 벨라루스어에 대한 차별, 벨라루스 로마 가톨릭교회에 대한 폴란드 정체성 주입 등이 대표적이었다.
1921년 1월 빌레이카의 지방 지도자는 대중의 분위기를 볼셰비키와 폴란드군의 식량 요구로 인해 궁핍해진 벨라루스 농민들의 체념과 무관심이 주가 되었으며, 곳곳에 새로 생긴 벨라루스 학교는 반폴란드적 태도를 띄고 있었다고 적었다.
1928년 서벨라루스에는 벨라루스어로 수업을 진행하는 학교 69개소가 있었지만, 수업 질 문제로 출석률은 적었다. 벨라루스어의 문법에 대한 책은 1918년이 되어서야 생겨났다. 1939년 폴란드의 어린이 90% 가량이 학교를 다녔으며, 서벨라루스 지방에서도 다른 지방과 똑같이 폴란드어를 우선시하였다. 한편, 소련으로 추방된 벨라루스의 운동가들은 NKVD에 의해 부르주아 국가주의자라는 명목으로 수감되었다.
서벨라루스 지역에 거주한 폴란드인 대다수는 로만 드모프스키가 제안한 폴란드로의 문화 동화를 지지했다. 또한, 벨라루스와 우크라이나의 자유 국가 건설권을 거부한, 드모프스키가 주장한 폴란드 국가 민주주의를 통해, 폴란드화는 가속되었다. 폴란드 정치가 브와디스와프 스투드니츠키는 폴란드의 동방 간섭은 폴란드에 필요한 경제적 식민지화에 이르는 것이라고 밝혔다. 폴란드 정부는 벨라루스 국가주의 매체를 탄압하고 검열하였다.
당시 벨라루스인은 종교적으로 70% 가량이 동방 정교, 30% 가량이 로마 가톨릭으로 나뉘어 있었다. 러시아 매체에 따르면, 차별은 동방 정교를 믿는 벨라루스인의 동화가 목표였다. 폴란드 교회는 동방 정교에서 폴란드어를 권장했으며, 슬로님, 비아위스토크, 바우카비스크, 나바흐루다크에서 "폴란드 동방 정교 사회" 단체를 만들었다. 성당에서 벨라루스어 사용을 권장하고 벨라루스의 정체성을 주장한 가톨릭 신부 빈첸트 하들레우스키는 폴란드 가톨릭으로부터 압력을 받았다. 서벨라루스의 폴란드 가톨릭은 성당에서 폴란드어 대신 벨라루스어를 사용하는 것에 대한 문서를 배포하기도 하였으며, 1921년 바르샤바에서 발표한 지침에서는 벨라루스어로 설교하는 행위를 비판하였다.

### 흐라마다

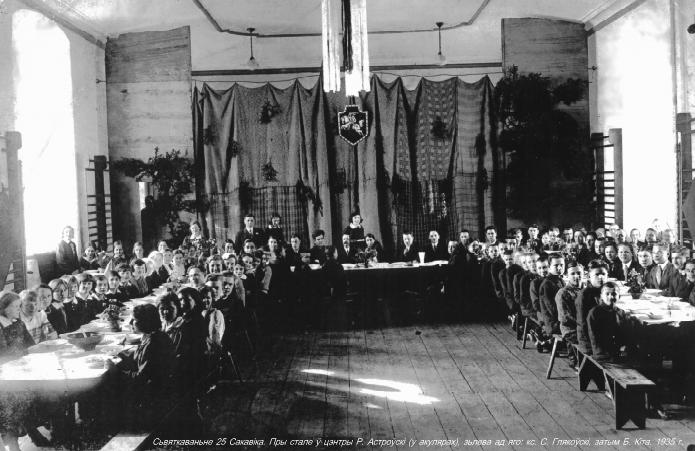
1935년 빌뉴스의 벨라루스 김나지움 식당에 모인 아이들.

상대적으로 많은 우크라이나계 폴란드인에 비해, 벨라루스인의 정치 참여는 적고 비활동적이었다. 벨라루스인으로 구성된 가장 큰 정치 단체는 벨라루스 농민 노동자 연맹이었으며, 흔히 흐라마다(벨라루스어: Грамада, 폴란드어: Hromada)라고 불렀다. 흐라마다는 소련과 코민테른으로부터 물자 지원을 받았으며 강경파인 서벨라루스 공산당의 활동을 덮는 역할을 하였다. 흐라마다는 폴란드 정부가 불법화하였으며, 지도층은 투옥되었다가 소련으로 추방된 후 숙청되었다.
민족주의를 제창하는 폴란드 정부와 소수 민족의 분리 요구 충돌은 갈수록 격화되어 갔으며, 벨라루스도 예외가 아니었다. 마찬가지로, 소련 또한 폴란드를 최우선 적으로 생각했다. 대숙청 당시 자르진스크의 폴란드 행정 구역이 폐지되며, NKVD 요원들이 1937년 8월 25일부터 1938년 11월 15일까지 폴란드 작전을 진행하여 동벨라루스의 폴란드인을 추방 및 처형하였다. 암살, 질병, 굶주림으로 인해 공식적인 폴란드인 636,000명 중 250,000명 가량이 사망했다. NKVD 트로이카에 의해서 111,091명도 총살당했다. 보그단 무시아우에 따르면 감옥에서 처형당한 사람도 많았으며, 소련의 다른 지역으로 추방당하기도 했다.
소련은 폴란드에 사는 벨라루스인을 유인하기 위해 벨로루시 소비에트 사회주의 공화국을 명목상 자치 지역으로 내세웠다. 프란치샤크 알랴흐노비치나 울라지미르 질카 등 서벨라루스의 고위 인물들이 이를 따라 동쪽으로 이주했지만, 이후 소련에서 박해를 받았다.

## 1939년 소련의 폴란드 침공

1939년 폴란드 침공을 보여주는 애니메이션으로, 소련의 점령 부분은 옅은 분홍색으로 나타나 있다.

독일-소련 불가침 조약과 소련의 폴란드 침공 이후, 서벨라루스 지역은 벨로루시 소비에트 사회주의 공화국에 공식적으로 합병되었다. 붉은 군대의 지원을 받은 NKVD는 공포 분위기 속에 서벨라루스 및 서우크라이나 인민회의 선거를 실시했다. 선거 실시 날짜는 1939년 10월 22일로, 침공이 이루어진 지 채 2주도 지나지 않았었다. 시민들은 곧 시베리아로 추방될 수도 있다는 위협이 가해졌고, 투표용 봉투는 추적할 수 있게끔 번호가 매겨져 있었고 보통 봉인된 채로 건네졌다. 유권자들은 출마 후보가 누군지도 모른 채 무장 경찰에게 이끌려 투표소로 향했다. 또한, 투표가 이뤄진 언어는 러시아어였다.
10월 30일, 비아위스토크에서 열린 인민회의 회담에서 소련 내 벨로루시 소비에트 사회주의 공화국에 가입하기로 결정하였으며, 11월 2일에는 소련 정부가, 11월 12일에 벨로루시 SSR 정부가 승인하였다. 이 시점부터 서벨라루스 지역에 거주하는 폴란드인은 폴란드 시민권을 인정받지 못한 채 소련의 국민으로서 생활하게 되었다.
소련 선전물은 소련의 폴란드 침공을 "서벨라루스와 서우크라이나의 재통일"로 비추었다. 벨라루스인과 유대인은 벨라루스 SSR로의 재통일을 환영하였지만, 소련의 사회 체계를 보고 마음을 바꾼 경우도 많았다.

### 추방, 체포, 공포 정치

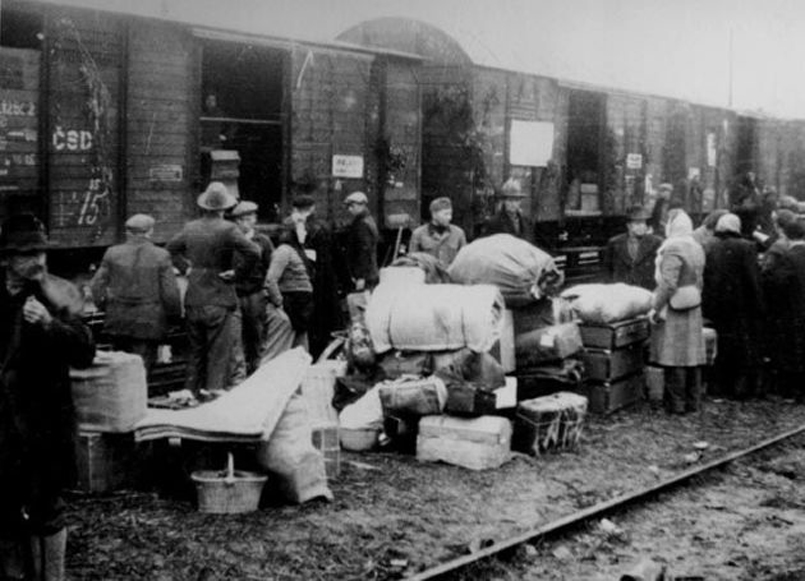
폴란드 제2공화국의 동부 지방이 소련에 합병된 이후 시베리아로 추방당하는 폴란드인 가족들.

소련 정부는 점령 이후 빠르게 모든 사유 및 국유 재산을 몰수, 국유화, 재분배하였다. 합병 후 2년 후까지, 소련은 크레시 지방에서 폴란드인 10만 명 가량을 체포했다. 소련 및 벨로루시의 비밀 자료 열람의 문제로, 시베리아로 추방된 서벨라루스 거주 폴란드인의 숫자는 추정치에 머물고 있다. 2009년 8월 소련 침공 70주년 행사에서 국립추모연구소는 시베리아로 추방된 사람 추정치를 32만 명으로 낮췄다. 소련 치하에서 폴란드인 15만 명 가량이 사라졌다.

## 독소 전쟁
독일군이 1941년 6월 22일 소련군 점령 지역으로 진입하며, 몰로토프-리벤트로프 조약이 깨지게 되었다. 바르바로사 작전 이후 서벨라루스 지역 대부분은 백루테니아 총괄관구(독일어: Generalbezirk Weißruthenien)로서 동방 국가판무관부에 속하게 되었다. 벨라루스인 다수는 나치 독일을 지지했다. 1942년 말, 독일 지지자 이반 예르마첸카가 친나치 BNS 조직을 설립하였으며, 회원은 3만 명이었다. 벨라루스 의무경찰대가 설립되었고, 벨라루스 내 홀로코스트에서, 특히, 1942년 2월~3월 기간 2차 게토 제거 작업에서 중요한 역할을 수행했다.
1945년 연합국의 3대 국가인 영국, 미국, 소련은 폴란드의 국경을 새로 정했다. 유럽의 제2차 세계 대전 종전 이후 서벨라루스 대부분 지역은 벨로루시 SSR에 남았으며, 비아위스토크만 폴란드로 반환되었다. 남은 폴란드인은 서쪽으로 강제 이주되었으며, 서벨라루스는 벨로루시 SSR에 완전히 융합되었다.
벨로루시 SSR의 최초 계획은 수도를 빌뉴스로 옮기는 것이었지만, 이오시프 스탈린이 빌뉴스 지역을 곧 리투아니아 SSR이 되는 리투아니아에 반환할 것을 명령하여, 민스크가 벨로루시 SSR의 수도로 남았다. 종전 이후 비아위스토크 주변 지역이 폴란드로 넘어가는 약간의 국경 변화가 있었지만, 현재 벨라루스의 국경과 크게 다르지 않다.

### 소비에트화
서벨라루스 내 정당과 사회는 소련 내에서 이루어지는 억압에 대한 정보가 부족했으며, 소련 선전의 영향을 강하게 받았다. 폴란드 내 벨라루스인의 경제적 어려움과 민족 차별로 인해, 서벨라루스 인구 다수는 소련으로의 합병을 환영했다.
하지만 합병 이후 벨라루스 정치 운동가들은 소련의 우호성에 대한 환상을 버렸다. 경제 상황이 갈수록 악화되고 폴란드인과 벨라루스인 모두에게 대규모 체포와 추방이 발생하면서, 시민들도 정권에 비협조적으로 변했다.
합병 직후 소련 기관은 서벨라루스 내 대지주가 보유한 토지를 국유화하였다. 집단 농장(콜호스)의 도입은 1920년 동벨라루스에서 진행한 것보다 느리게 계획되었다. 1941년까지 집단 농장 1115개소가 생겼지만, 서벨라루스 지역의 개인 농장 감소율은 7%밖에 되지 않았다. 동시에 큰 농부(쿨라크)를 대상으로 한 압력 행사와 억압이 시작되었다. 개인 농장의 크기는 땅의 상태에 따라 10~14헥타르로 제한되었다. 노동자를 고용하거나 토지를 임대하는 것은 불법화되었다.
소련 점령기 동안 폴란드인을 중심으로 서벨라루스 시민들은 NKVD에 의해 "정화"를 거쳤으며, 다수 시베리아 등 소련 동부로 추방되었다. 처음 추방이 발생할 때 추방된 사람만 10만 명이 넘었으며, 2년 후까지 170만 명 가량이 크레시 지방을 떠나 굴라그로 간 것으로 추정된다.

## 벨라루스 공화국
폴란드계 벨라루스인 다수는 서벨라루스 지역에 거주하며, 특히 흐로드나주에는 23만 명 가량이 거주하고 있다. 또한 사포츠킨은 폴란드계 주민이 다수를 이루고 있다. 벨라루스에서 가장 큰 폴란드인 조직은 폴란드계 벨라루스인 연합으로, 회원 수는 2만 명 이상이다.

## 같이 보기
- 서우크라이나